# マーケットLIVE
『マーケットLIVE』（マーケットライブ）は、1994年10月3日から1998年9月30日までテレビ東京系列局で放送されたテレビ東京製作のマーケット情報番組。

## 概要
この番組は、男性キャスターと女性キャスターのペアで進行するという形を取っていた。男性陣でキャスターを務めていたのは内山敏夫（当時テレビ東京解説委員長）と三原淳雄（経済評論家）で、彼らは交代で出演していた。対する女性陣は男性陣とは違い、担当期間中は毎日出演していた。当初は山形亜裕子（当時テレビ東京アナウンサー）がキャスターを務めていたが、後に吉野文（当時テレビ東京アナウンサー）が出演するようになった。
番組の前半で流れていたBGMは「ブリージー」である。

## 放送時間
- 毎週月曜 - 金曜 6:15 - 6:30 （1994年10月3日 - 1997年9月26日）
- 毎週月曜 - 金曜 6:00 - 6:15 （1997年9月29日 - 1998年9月30日）

| テレビ東京系列 平日早朝の経済情報番組 | テレビ東京系列 平日早朝の経済情報番組     | テレビ東京系列 平日早朝の経済情報番組                    |
| 前番組                                | 番組名                                    | 次番組                                                   |
| ------------------------------------- | ----------------------------------------- | -------------------------------------------------------- |
| ビジネスレーダー                      | マーケットLIVE                            | ニュースモーニングサテライト                             |
| テレビ東京系列 平日6:00 - 6:15枠      |                                           |                                                          |
| NEWSヘッドライン ※4:45 - 7:20         | マーケットLIVE                            | ニュースモーニングサテライト ※6:00 - 6:45 ↓ ※5:45 - 6:40 |
| テレビ東京系列 平日6:15 - 6:30枠      |                                           |                                                          |
| 通販番組枠                            | マーケットLIVE （NEWSヘッドラインに内包） | ニュースウェーブ615 ※6:15 - 7:05                         |